# 2012 TC4
2012 TC4 – planetoida z grupy Apolla, jednej z grup planetoid bliskich Ziemi (NEO), o średnicy około 15 metrów. Po raz pierwszy została zaobserwowana 4 października 2012 roku w ramach projektu Pan-STARRS w Obserwatorium Haleakala na Hawajach. Jej minimalna wyznaczona odległość od Ziemi jest wyjątkowo niska, równa 19 900 km (0,000133 au), około 1/19 dystansu Ziemia–Księżyc.
12 października 2017 o godzinie 5:42 (czas UTC) planetoida minęła Ziemię w odległości 50 151 km (0,00033524 au). Podczas przelotu 2012 TC4 osiągnęła jasność 12,9m.
W październiku 2017 analizowano prawdopodobieństwo, że planetoida nie minie bezkolizyjnie Ziemi w którymś z kolejnych przelotów w jej pobliżu. Ostatecznie 16 października 2017 wykluczono taką możliwość i usunięto ją z listy obiektów wymagających uwagi.
27 lipca 2017 r. została wykryta przez teleskop VLT z odległości 60 mln km (0,4 au). Jej jasność wynosiła wtedy 26,8m, zatem była około 100 milionów razy ciemniejsza niż najsłabsza gwiazda widoczna gołym okiem. Jest pierwszą znaną planetoidą, która przy dwóch kolejnych zbliżeniach minęła Ziemię w odległości bliższej niż Księżyc.